# 多賀貞能
多賀 貞能（たが さだよし）は、戦国時代から安土桃山時代にかけての武将。多賀常則と同一人物説があるが、別人とされる。

## 略歴
多賀貞隆の子として生まれる。近江国高島郡を領した。
はじめは浅井長政に仕えていたが、のちに織田方へ寝返り、元亀3年（1572年）7月には小谷城攻略のため、織田家の諸将とともに虎御前山城に布陣した。また、貞能には後継者となる男子がおらず、堀秀重の次男、秀種に娘を嫁がせて養子とした。
天正10年（1582年）の本能寺の変に際して明智光秀に与して山崎の戦いにも参戦したため、戦後に所領を没収された。『 老人雑話』によれば、明智方の敗北を察し早々に戦場を離脱したため、却って褒美を受けたとされるが、和田裕弘は、堀秀政との縁故により助命されたとしている。
天正15年（1587年）、死去。